# 馨怡宾馆
馨怡宾馆（中央军委机关事务管理总局招待局太平路招待所），位于北京市海淀区永定路169号，隶属中央军委机关事务管理总局招待局。

## 简介
馨怡宾馆的前身是军委工程兵招待所，1954年5月18日成立，1982年前隶属于军委工程兵司令部。1982年至1992年，隶属于中国人民解放军总参谋部工程兵部。1992年，转隶中国人民解放军总参谋部军训部。后成为中国人民解放军总参谋部军训部太平路招待所（馨怡宾馆），此后又改为中国人民解放军总参谋部军训部招待所太平路分所（馨怡宾馆）。2016年，中国人民解放军总参谋部撤销，该宾馆转隶中央军委机关事务管理总局招待局，成为中央军委机关事务管理总局招待局太平路招待所（馨怡宾馆）。
馨怡宾馆设有办公室、客房部、馨怡酒楼、总务部、财务。馨怡宾馆经常接待国家机关、军队的各类会议，2016年获评为中央和北京市的北京地区（城六区）2016-2018年度会议定点单位。